# Ruine Pfaffenweiler
Die Ruine Pfaffenweiler ist der Rest einer Höhenburg auf einem Hügel im Bereich des Wohnplatzes Pfaffenweiler in der Gemarkung Herfatz der Gemeinde Amtzell im Landkreis Ravensburg in Baden-Württemberg.
Die Anfang des 13. Jahrhunderts erbaute Burg wurde 1287 als „Phafinwilare“ erwähnt und war Sitz der Herren von Pfaffenweiler, die Ministeriale des Klosters St. Gallen waren. Die abgegangene Burg war mit Zubehör ein Lehen des Klosters Sankt Gallen und ab 1436 im Besitz der Humpis. Als weitere Besitzer werden auch die Herren von Goßholz genannt. 1664 wird die Burg als verfallen genannt. Von der ehemaligen Burganlage zeugen noch der Burghügel und Mauerreste.